# Benoît Comlan Messan Alowonou
Benoît Comlan Messan Alowonou (Tsévié, 5 marzo 1949) è un vescovo cattolico togolese, dal 4 luglio 2001 vescovo di Kpalimé.

## Biografia
Benoît Comlan Messan Alowonou è nato a Tsévié il 5 marzo 1949.

### Formazione e ministero sacerdotale
Terminati gli studi primari e secondari ha lavorato per due anni come insegnante di matematica. Nel 1978 è entrato nel seminario maggiore "San Gallo" di Quidah.
Il 28 luglio 1984 è stato ordinato presbitero per l'arcidiocesi di Lomé. In seguito è stato professore e direttore spirituale al seminario minore di Lomé dal 1984 al 1991; segretario particolare dell'amministratore apostolico di Lomé dal 1992 al 1993; vicario parrocchiale della parrocchia della cattedrale del Sacro Cuore a Lomé dal 1994 al 1995 e vicario generale e decano di una zona pastorale di Lomé al 1995 al 1996. Nel 1996 è stato inviato in Francia per studi. Nel 2000 ha conseguito la laurea in teologia pastorale a Metz. Dal 2001 è stato professore e direttore spirituale aggiunto al seminario maggiore "Giovanni Paolo II" di Lomé.

### Ministero episcopale
Il 4 luglio 2001 papa Giovanni Paolo II lo ha nominato vescovo di Kpalimé. Ha ricevuto l'ordinazione episcopale il 29 settembre successivo dall'arcivescovo metropolita di Lomé Philippe Fanoko Kossi Kpodzro, co-consacranti il vescovo emerito di Angers Jean Pierre Marie Orchampt e il vescovo di Ho Francis Anani Kofi Lodonu.
Dal 1º marzo 2006 al 9 gennaio 2008 è stato anche amministratore apostolico di Atakpamé.
Nel giugno del 2007 e nel maggio del 2015 ha compiuto la visita ad limina.
Dal giugno del 2012 è presidente della Conferenza episcopale del Togo. In seno alla stessa è anche incaricato del clero, dei seminari e dell'ecumenismo.

## Genealogia episcopale
La genealogia episcopale è:
- Cardinale Scipione Rebiba
- Cardinale Giulio Antonio Santori
- Cardinale Girolamo Bernerio, O.P.
- Arcivescovo Galeazzo Sanvitale
- Cardinale Ludovico Ludovisi
- Cardinale Luigi Caetani
- Cardinale Ulderico Carpegna
- Cardinale Paluzzo Paluzzi Altieri degli Albertoni
- Papa Benedetto XIII
- Papa Benedetto XIV
- Papa Clemente XIII
- Cardinale Bernardino Giraud
- Cardinale Alessandro Mattei
- Cardinale Pietro Francesco Galleffi
- Cardinale Filippo de Angelis
- Cardinale Amilcare Malagola
- Cardinale Giovanni Tacci Porcelli
- Papa Giovanni XXIII
- Cardinale Paul Zoungrana, M.Afr.
- Arcivescovo Philippe Fanoko Kossi Kpodzro
- Vescovo Benoît Comlan Messan Alowonou